# Parc national marin de Sainte Anne
Pour les articles homonymes, voir Sainte Anne (homonymie).
Le parc national marin de Sainte Anne (en anglais :  Ste. Anne Marine National Park) est une aire marine protégée de l'archipel des Seychelles.
Situé à environ 5 kilomètres de la capitale du pays, Victoria, le parc comprend huit îles et îlots : l'île Sainte Anne, l'île au Cerf, l'Île Longue (en) , l'Île Ronde (en), l'Île Cachée (en), l'Île Sèche (en), l'île Moyenne et Grand Rocher (Harrison Rock).
Créé en 1973, il est interdit à la pêche et aux sports nautiques trop invasifs. La superficie terrestre totale des îles du parc national marin est de 3,887 kilomètres carrés. La superficie totale du parc national marin est de 14,43 kilomètres carrés.